# 希-佛克桑多国家公园
希-佛克桑多国家公园（英語：Shey Phoksundo National Park）是目前最大且唯一的跨喜马拉雅地区的国家公园。它位于尼泊尔，覆盖面积约3,555平方千米（1,373平方英里），跨越尼泊尔西北部的两个行政区德尔帕和穆古。